# Markus Münch (atleta)
Markus Münch (13 giugno 1986) è un discobolo tedesco.

## Palmarès
| Anno | Manifestazione | Sede       | Evento           | Risultato | Misura  | Note |
| ---- | -------------- | ---------- | ---------------- | --------- | ------- | ---- |
| 2009 | Universiadi    | Belgrado   | Lancio del disco | Bronzo    | 63,76 m |      |
| 2009 | Mondiali       | Berlino    | Lancio del disco | 20º (q)   | 60,55 m |      |
| 2010 | Europei        | Barcellona | Lancio del disco | 24º       | 58,81 m |      |
| 2011 | Mondiali       | Taegu      | Lancio del disco | 25º (q)   | 60,80 m |      |
| 2012 | Europei        | Helsinki   | Lancio del disco | 8º        | 61,25 m |      |
| 2012 | Olimpiadi      | Londra     | Lancio del disco | 30º       | 59,95 m |      |